# 桓公 (衛)
桓公（かんこう、紀元前?年 - 紀元前719年）は、衛の第13代君主。荘公の子。

## 生涯
荘公と戴嬀のあいだの子として生まれた。荘公の正夫人である荘姜に養育された。
荘公23年（前735年）、父の荘公が卒去したため、太子である姫完（以降は桓公と表記）が立った。
桓公2年（前733年）、桓公は弟の州吁（しゅうく）が驕奢だったため、彼を排斥した。
桓公13年（前722年）10月、魯の恵公の改葬が営まれるため、桓公は魯に赴いてその葬儀に参列した。この年、鄭において内紛（共叔段の乱）が起き、共叔段の子である公孫滑が衛に逃亡してきた。衛は公孫滑と手を組んで鄭を攻撃し、廩延の地を占領した。これに対し鄭は周王の軍や虢公の軍とともに衛の南境を攻撃した。翌年（前721年）、この公孫滑の乱は鄭によって平定された。
桓公16年（前719年）春、共叔段と手を組んだ弟の州吁は、鄭の逃亡者たちとともに兄の桓公を襲撃して殺し、自らが衛の君主となった。

## 参考資料
- 『春秋左氏伝』（隠公元年）
- 司馬遷『史記』（衛康叔世家第七）